# Beziehungen zwischen Israel und den Vereinigten Staaten
Die Beziehungen zwischen Israel und den Vereinigten Staaten sind durch eine enge Zusammenarbeit in den Bereichen Politik, Wirtschaft, Kultur und Diplomatie geprägt. Die Vereinigten Staaten gehörten zu den ersten Ländern, welche Israel diplomatisch anerkannten, und beide Staaten sind im 21. Jahrhundert im Rahmen einer special relationship enge Verbündete. Die Vereinigten Staaten haben den Staat Israel seit seiner Gründung mit Hilfszahlungen in Milliardenhöhe unterstützt und gelten als dessen Schutzmacht in der Sicherheitspolitik. Die beidseitigen Beziehungen haben allerdings Höhen und Tiefen erlebt und haben insbesondere in den Vereinigten Staaten auch zu Kontroversen geführt, so bei Diskussionen um eine Israel-Lobby in der US-Außenpolitik oder dem Bau israelischer Siedlungen im Westjordanland.

## Geschichte
Die Unterstützung für den Zionismus unter den amerikanischen Juden war minimal, bis sich Louis Brandeis 1914 an der Federation of American Zionists beteiligte und Lobbyarbeit für die Gründung eines jüdischen Staates betrieb. Woodrow Wilson, der sich mit den Juden in Europa aufgrund ihrer schwierigen Lage identifizierte und mit den zionistischen Zielen sympathisierte, äußerte sich öffentlich positiv über die Balfour-Deklaration. Wilsons Erklärungen führten allerdings erstmal nicht zu einer Änderung der Politik des US-Außenministeriums zugunsten der zionistischen Ziele. Der US-Kongress verabschiedete jedoch am 21. September 1922 die Lodge-Fish-Resolution, die erste gemeinsame Resolution, in der eine Unterstützung für die "Errichtung einer nationalen Heimstätte für das jüdische Volk in Palästina" erklärt wurde.

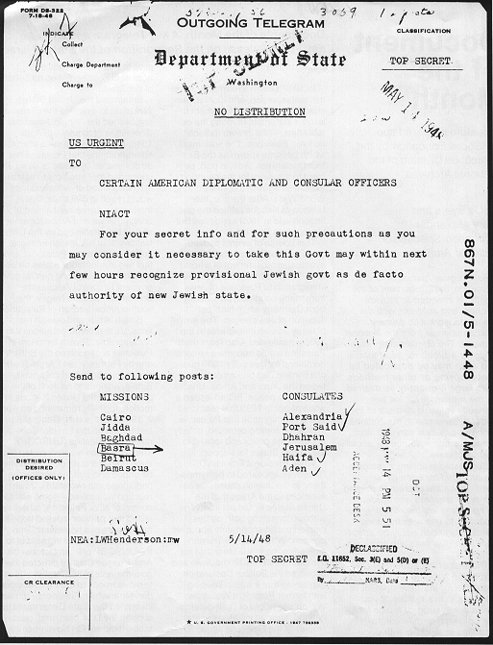
Telegramm zur Anerkennung des Staates Israel, Mai 1948

Franklin D. Roosevelt, der von 1933 bis 1945 Präsident der Vereinigten Staaten war, sah die Gründung eines jüdischen Staates in Palästina skeptisch. Er fürchtete um die Beziehungen der Vereinigten Staaten zur arabischen Welt, welche im Zweiten Weltkrieg zu einem wichtigen Öllieferanten für die USA geworden war. Eine längere Amtszeit Roosevelts hätte laut einem seiner Berater sogar die Gründung des Staates Israel gefährden können. Sein Nachfolger Harry S. Truman stand der Idee eines jüdischen Staates deutlich positiver gegenüber, trotz Widerständen im US-Außenministerium gegenüber der Idee. Nach der Israelischen Unabhängigkeitserklärung von 1948 erkannten die Vereinigten Staaten Israel als erstes Land an, verhängten jedoch ein Waffenembargo gegenüber Israel, da sie fürchteten, die Staaten des Nahen Ostens könnten sich im beginnenden Kalten Krieg der Sowjetunion zuwenden. Der junge Staat konnte sich dennoch im folgenden Palästinakrieg gegen eine arabische Koalition behaupten.
Während der Eisenhower-Regierung (1953–1961) bevorzugten die Vereinigten Staaten den Aufbau von Beziehungen zu Ländern wie Iran, Saudi-Arabien und der Türkei. Israel wurde dagegen keine hohe Bedeutung beigemessen und im Rahmen der Eisenhower-Doktrin stand die Eindämmung des Kommunismus im Vordergrund. 1956 versuchte eine britisch-französisch-israelische Koalition mithilfe von militärischer Gewalt die Kontrolle über den von Ägyptens Gamal Abdel Nasser verstaatlichten Sueskanal zu erlangen, was zur Sueskrise führte. Die Vereinigten Staaten und die Sowjetunion sprachen sich gegen die Operation aus und die Koalition musste sich zurückziehen, was zu einer Stärkung der ägyptischen Position in der Region führte.
Auch unter den Amtszeiten von John F. Kennedy und Lyndon B. Johnson veränderte sich die amerikanische Position gegenüber Israel nicht grundlegend, welche weiterhin um ein Gleichgewicht in seiner Diplomatie zwischen den arabischen Staaten und Israel bemüht war. 1962 erlaubte Kennedy allerdings erstmals die Lieferung amerikanischer Waffen an Israel, da er das Land als Verbündeten der USA ansah, womit Kennedy zum Begründer des Sicherheitspakts zwischen beiden Ländern wurde. Einen bedeutendes Ereignis in den bilateralen Beziehungen war der Sechstagekrieg von 1967, bei dem Israel erneut eine Koalition aus arabischen Staaten zurückschlagen konnte und seine Position in der Region konsolidierte. Damit wurde Israels Wert als ein bedeutender Verbündeter der USA bestätigt, da das Land die mit sowjetischen Waffen ausgerüsteten arabischen Militärs besiegen konnte. 1969 wurde vom US-Außenministerium der Rogers-Plan zur Lösung des arabisch-israelischen Konflikts präsentiert, der allerdings von beiden Seiten abgelehnt wurde.

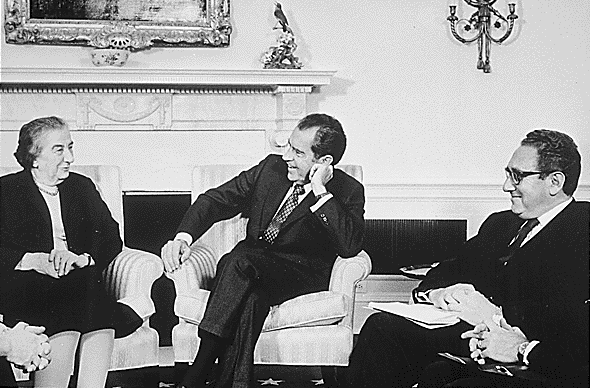
Golda Meir, Richard Nixon und Henry Kissinger im Oval Office

Im nächsten israelisch-arabischen Krieg von 1973 unterstützen die USA unter Präsident Richard Nixon Israel mithilfe der Operation Nickel Grass mit Panzern, Geschützen, Munition, Versorgungsgütern aller Art sowie mit Kampfflugzeugen. Die Nixon-Regierung fürchtete eine Stärkung Syriens und Ägyptens in der Region und die Unterstützung Israels beruhte deshalb eher auf Realpolitik. Als Folge verschlechterten sich die Beziehungen der USA zu den arabischen Staaten erheblich, was zu Ölpreiskrise führte, als die Staaten der Organisation erdölexportierender Länder ein Embargo gegen die USA und ihre Verbündeten beschlossen.
Die Carter-Regierung (1977–1981) zeichnete sich durch ein sehr großes Engagement der USA im Friedensprozess im Nahen Osten aus. Präsident Carters Unterstützung für einen palästinensischen Staat und für die politischen Rechte der Palästinenser führte zu Konflikten mit der Likud-Regierung in Israel. Dies führte auch zu Spannungen in den bilateralen Beziehungen. Die beiden Rahmenvereinbarungen des von Carter initiierten Camp-David-Prozesses wurden von rechtsgerichteten Elementen in Israel als Druck der USA auf Israel angesehen, sich aus den eroberten palästinensischen Gebieten zurückzuziehen, und als Zwang, um des Friedens mit Ägypten willen Risiken einzugehen. Der israelisch-ägyptische Friedensvertrag wurde am 26. März 1979 im Weißen Haus unterzeichnet. Er führte zum israelischen Rückzug aus dem Sinai und gilt als bedeutender diplomatischer Erfolg von Carter.
Carters Nachfolger Ronald Reagan war ein starker persönlicher Unterstützer Israels und in seiner Amtszeit (1981–1989) wurden die Beziehungen zu Israel deutlich ausgebaut. 1981 unterzeichneten US-Außenminister Caspar Weinberger und der israelische Verteidigungsminister Ariel Scharon das Abkommen über strategische Zusammenarbeit, und die Zusammenarbeit im Bereich der Verteidigungs- und Sicherheitspolitik wurde zunehmend koordiniert. Die Beziehungen zwischen den USA und Israel wurden während der zweiten Amtszeit von Reagan ab 1985 weiter verstärkt. Israel erhielt 1989 den Status eines Major non-NATO ally und damit Zugang zu erweiterten Waffensystemen und die Möglichkeit, sich an US-Verteidigungsaufträgen zu beteiligen. Die Vereinigten Staaten hielten die Finanzhilfe für Israel bei drei Milliarden Dollar jährlich und schlossen 1985 ein Freihandelsabkommen mit dem Land ab.

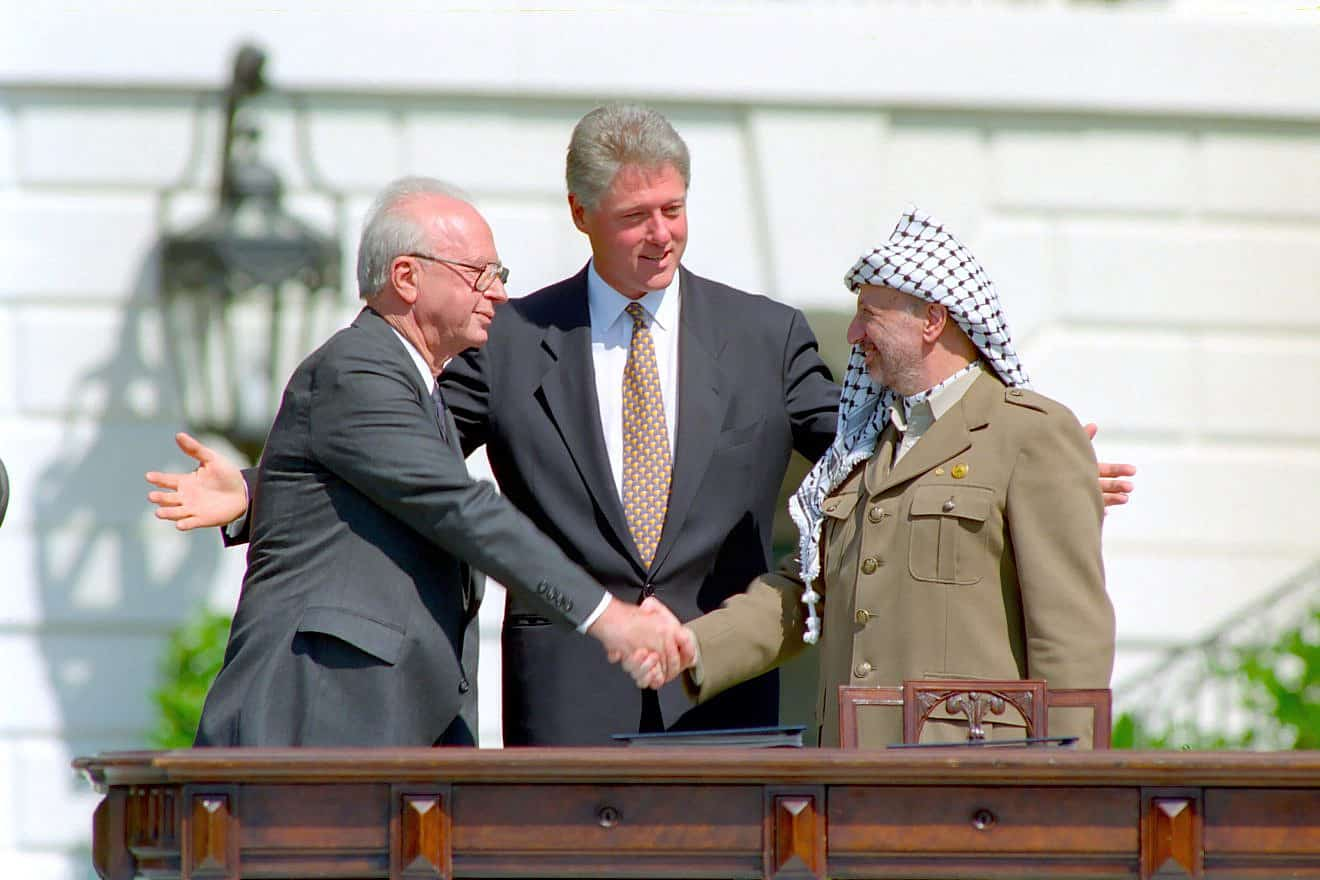
Bill Clinton, Jitzchak Rabin, Jassir Arafat am Weißen Haus (1993)

Die proisraelische Politik wurde auch unter Präsident George H. W. Bush weitergeführt, der in der Region sehr aktiv war und 1991 im Zweiten Golfkrieg auf Seiten des von Saddam Hussein besetzen Kuwait intervenierte. Eine bedeutende Initiative für die Lösung des Nahostkonflikts wurde in der Amtszeit von Bill Clinton (1993–2001) begonnen. Israel und die PLO tauschten am 10. September Briefe über die gegenseitige Anerkennung aus und unterzeichneten am 13. September 1993 die Prinzipienerklärung über die vorübergehende Selbstverwaltung. Mit dem Gaza-Jericho-Abkommen wurde 1994 die Palästinensische Autonomiebehörde etabliert und ein Jahr später wurde der Israelisch-jordanische Friedensvertrag im Weißen Haus unterzeichnet. Präsident Clinton nahm im November 1995 an der Beerdigung des von Extremisten ermordeten Premierministers Jitzchak Rabin in Jerusalem teil. Sein Nachfolger Benjamin Netanjahu verstärkte die israelische Siedlungsaktivität im Westjordanland, was Clinton als Hindernis für den Friedensprozess erachtete.
Präsident George W. Bush und Premierminister Ariel Scharon etablierten bei ihren Treffen im März und Juni 2001 gute persönliche Beziehungen. Die Bush-Regierung war die erste, welche anerkannte, dass bei einem zukünftigen Friedensabkommen im Nahen Osten auch bestehende israelische Siedlungen einbezogen werden müssten. Im Jahr 2003, mitten in der zweiten Intifada und einem drastischen wirtschaftlichen Abschwung in Israel, gewährten die USA Israel 9 Milliarden Dollar an Kreditgarantien. Die Bush-Regierung unterstützte den Rückzug Israels aus dem Gazastreifen. Im September 2008 berichtete The Guardian, dass die USA im Mai 2008 ein Veto gegen den Plan des israelischen Ministerpräsidenten Ehud Olmert eingelegt hatten, iranische Atomanlagen zu bombardieren.
Die Beziehungen zwischen Israel und den USA wurden während der zweiten Amtszeit von Premierminister Netanjahu und der neuen Obama-Regierung zunehmend belastet. Nach seinem Amtsantritt machte Präsident Barack Obama das Zustandekommen eines Friedensabkommens zwischen Israel und den Palästinensern zu einem seiner Hauptziele und setzte Premierminister Netanjahu unter Druck, einen palästinensischen Staat zu akzeptieren und Verhandlungen aufzunehmen. Netanjahu lenkte schließlich am 14. Juli 2009 ein. Im Einklang mit den Wünschen der USA verhängte Israel einen zehnmonatigen Stopp des Siedlungsbaus im Westjordanland. Im März 2010 kündigte Israel während des Besuchs von Vizepräsident Joe Biden in Israel an, den Bau von 1.600 neuen Häusern fortzusetzen, die bereits im östlichen Jerusalemer Stadtteil Ramat Schlomo im Bau waren. Der Vorfall wurde als „eine der schwersten Auseinandersetzungen zwischen den beiden Verbündeten in den letzten Jahrzehnten“ bezeichnet. Meinungsverschiedenheiten gab es auch hinsichtlich des 2014 beschlossenen Atomabkommens mit dem Iran, welches von der Netanjahu-Regierung abgelehnt wurde. 2015 kritisierte Netanjahu das Abkommen in einer Rede vor dem US-Kongress, was einem Affront gegenüber der Obama-Regierung gleichkam.

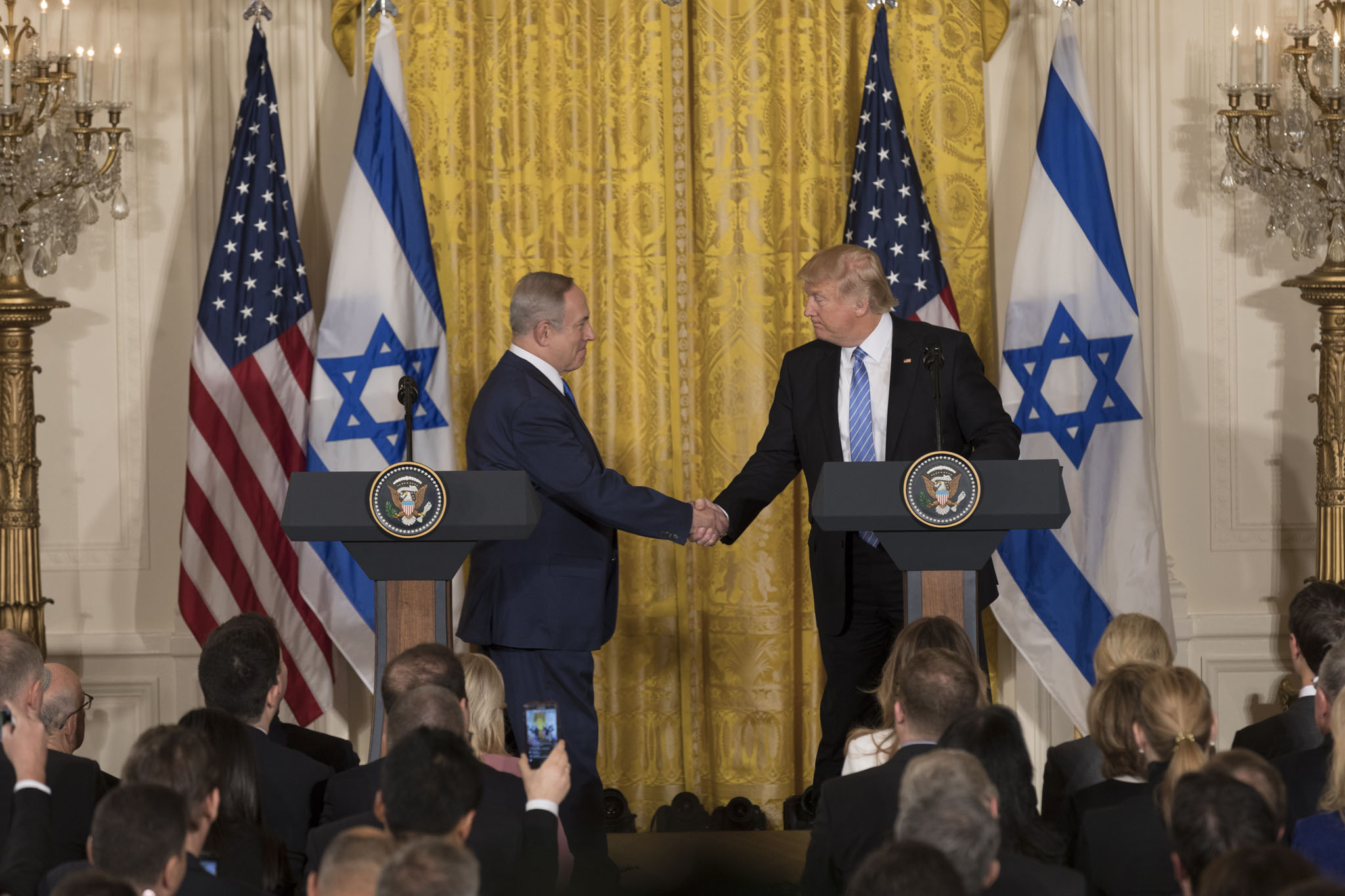
Treffen zwischen Donald Trump und Benjamin Netanjahu (2017)

Donald J. Trump wurde am 20. Januar 2017 als US-Präsident vereidigt, was eine deutliche Verbesserung der Beziehungen einleitete. Am 22. Januar 2017 kündigte der israelische Premierminister Benjamin Netanjahu als Reaktion auf Trumps Amtseinführung an, alle Baubeschränkungen im Westjordanland aufzuheben. Am 6. Dezember 2017 erkannte Präsident Trump Jerusalem als Hauptstadt Israels an. Am 14. Mai 2018, dem 70. Jahrestag der Unabhängigkeit Israels, wurde die US-Botschaft in Jerusalem eröffnet. Trump machte außerdem auf Initiative von Netanjahu das Atomabkommen mit dem Iran rückgangig und erkannte die Golanhöhen als Teil Israels an. 2020 und 2021 wurden mit Vermittlung der US-Regierung das Abraham-Abkommen und weitere Verträge geschlossen, die Israels Beziehungen mit mehreren arabischen Staaten normalisierten.
Nach dem Terrorangriff der Hamas auf Israel 2023 sprach der US-Präsident Joe Biden seine Solidarität mit Israel aus. Die Regierung von Joe Biden erklärte, Israel werde „alles, was es braucht“, zur Unterstützung seiner Offensive gegen die Hamas im Gazastreifen erhalten. Im UN-Sicherheitsrat blockierten die USA Resolutionen die einen humanitären Waffenstillstand im Gazastreifen forderten. Im April 2024 erhielt Israel von den USA im Rahmen des Krieg in Israel und Gaza ab 2023 neue Militärhilfen in Höhe 17 Milliarden US-Dollar. Außerdem wurden neun Milliarden US-Dollar an humanitärer Hilfe für palästinensische Zivilisten bereitgestellt. Durch hohe zivile Opferzahlen in Gaza kam es im Laufe der Offensive zu immer größeren Konflikten über die israelische Kriegsführung zwischen der israelischen Einheitsregierung unter Netanjahu und den USA. An zahlreichen US-Universitäten kam es zu Protesten gegen die US-Unterstützung für Israel und die israelische Kriegsführung.

## Politische und diplomatische Beziehungen
Beide Länder sind enge politische und diplomatische Verbündete und es kommt regelmäßig zu Staatsbesuchen auf der höchsten Ebene. Es gibt einen Congressional Israel Allies Caucus (CIAC) im US-Repräsentantenhaus aus proisraelischen Abgeordneten, welcher sich für israelische Interessen einsetzt. Die Vereinigten Staaten unterstützen Israel auch diplomatisch in großem Umfang, denn sie haben ihr Vetorecht im Sicherheitsrat der Vereinten Nationen 42 Mal gegen Resolutionen eingesetzt, die Israel verurteilen, von insgesamt 83 Mal, in denen ihr Veto jemals eingesetzt wurde. Zwischen 1991 und 2011 wurden von den 24 Vetos, die die USA eingelegt haben, 15 zum Schutz Israels genutzt. So wurden Resolutionen, die Israel verurteilten oder sanktionieren, blockiert. Die USA haben mit ihrem Veto auch wiederholt die Vollmitgliedschaft des Staat Palästina in der UN verhindert. Die Unterstützung Israels gilt in den Vereinigten Staaten als Konsens zwischen beiden großen Parteien, wobei besonders die Anhänger der Republikanischen Partei israelfreundliche Einstellungen aufweisen.

### Israellobby
In den Vereinigten Staaten bestehen verschiedene zionistische und pro-israelische Organisationen und Lobbygrupppen wie die Zionist Organization of America, American Israel Public Affairs Committee oder J Street. Inwieweit diese Israellobby die Außenpolitik der Vereinigten Staaten beeinflusst, wurde 2006 von John J. Mearsheimer und Stephen M. Walt untersucht, die einen starken Einfluss feststellten. Die Thesen ihrer Publikation sind allerdings umstritten. In Umfragen wurden zunehmend divergierende Ansichten zwischen amerikanischen Juden und israelischen Juden festgestellt, wenn es um Israel und den Nahostkonflikt geht.

## Militärische und sicherheitspolitische Zusammenarbeit

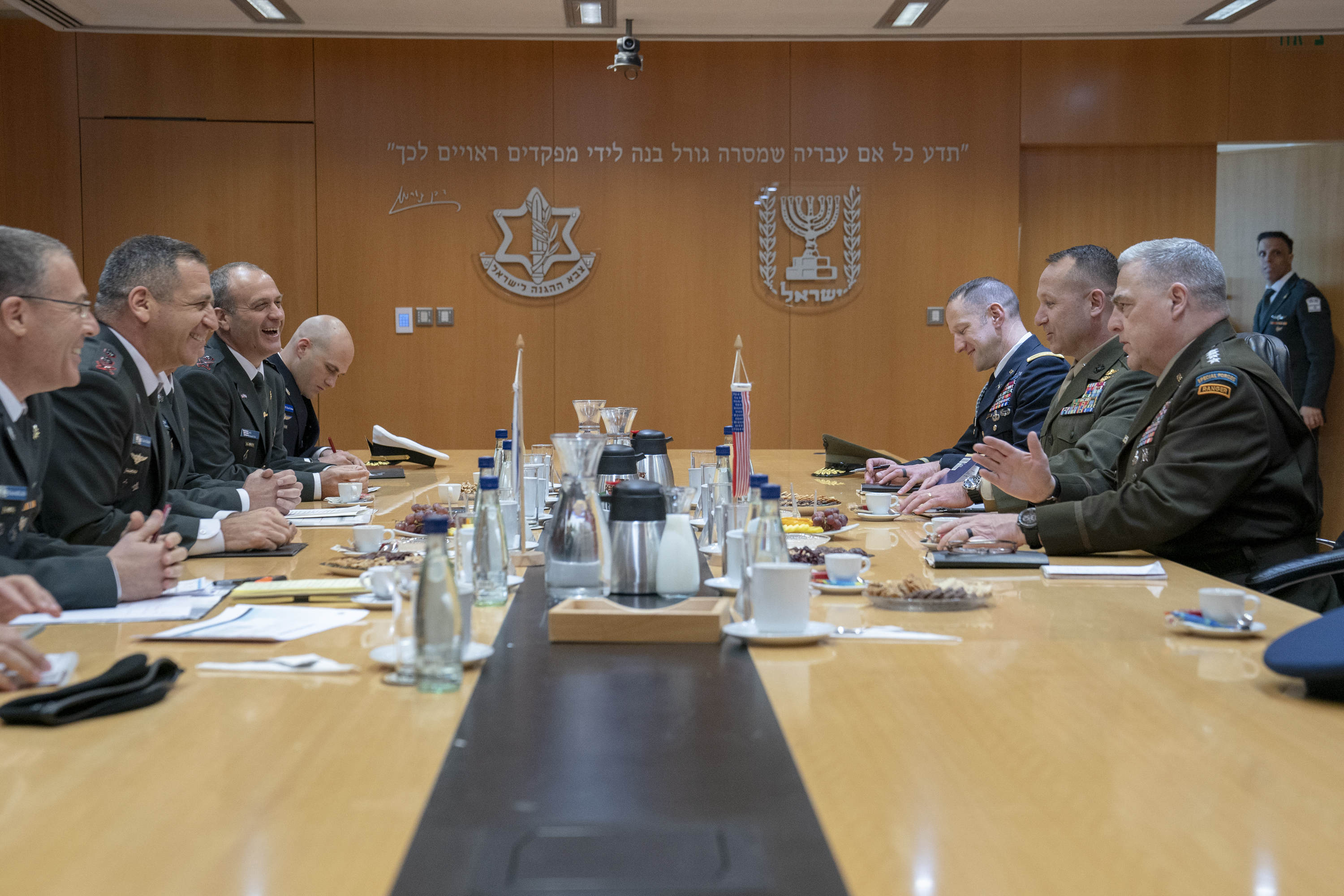
Treffen zwischen amerikanischen und israelischen Generälen (2017)

Israel gehört zu den wichtigsten Verbündeten der Vereinigten Staaten außerhalb der NATO und beide Länder koordinierten ihre Verteidigungs- und Sicherheitspolitik eng im Rahmen von regelmäßigen bilateralen Treffen. Diese Zusammenarbeit ist breit gefächert und umfasst amerikanische Hilfe, den Austausch von Informationen und gemeinsame Militärübungen. Die amerikanische Militärhilfe für Israel erfolgt in verschiedenen Formen, darunter Zuschüsse, spezielle Projektzuweisungen und Darlehen. So haben beide Länder gemeinsam das Raketenabwehrsystem Arrow entwickelt. Zwischen 1946 und 2021 haben die Vereinigten Staaten an Israel militärische Hilfszahlungen in Höhe von 108 Milliarden US-Dollar geleistet und weitere acht Milliarden US-Dollar an Hilfen für die Stärkung der Raketenabwehr gegeben. Eine enge Zusammenarbeit gibt es auch im Bereich der Terrorabwehr.
Im September 2017 wurde bekannt gegeben, dass die USA ihren ersten ständigen Militärstützpunkt in Israel eröffnen werden.

### Geheimdienste
Außerhalb der Five Eyes gilt Israel als einer der engsten Verbündeten auf der Ebene der Spionage und israelische und amerikanische Nachrichtendienste tauschen regelmäßig Informationen aus. Für die Central Intelligence Agency sind der Mossad und andere israelische Behörden eine wichtige Quelle, um Informationen aus dem Nahen Osten hinsichtlich Terrorismus, radikalislamischen Bewegungen, Waffenverbreitung und politischen Ereignissen zu erhalten. Beide Länder sollen auch eng bei der Sabotage des iranischen Atomprogramms und der Infiltration von Organisationen wie der Hamas, PLO und Hisbollah zusammengearbeitet haben. Die enge Kooperation in Geheimdienstangelegenheiten geht auf die 1950er zurück. So steckte Israel hinter der Veröffentlichung der Geheimrede Chruschtschows, in der er 1956 Stalins Herrschaft anprangerte. Während des gesamten Kalten Krieges versorgte Israel die USA mit Informationen über Waffensysteme sowjetischer Bauart, die von Arabern erbeutet wurden. Israel versorgt die USA auch mit einem großen Teil ihrer Human Intelligence aus dem Nahen Osten. Nach der iranischen Revolution und dem Bombenanschlag auf den Beiruter US-Stützpunkt 1983 war die CIA verstärkt auf israelische Geheimdienste angewiesen.
Trotz der engen Partnerschaft der Länder und der Geheimdienste kam es in der Vergangenheit zu Spionage zwischen den beiden Ländern. 1996 wurde aufgedeckt, dass die National Security Agency (NSA) die Telefonleitungen zur israelischen Botschaft in Washington, D.C. abgehört und den israelischen Sicherheitscode geknackt hatte, wodurch klassifizierte politische Geheimnisse Israels an die Vereinigten Staaten weitergegeben wurden. Im Dezember 2013 enthüllten Dokumente des Whistleblowers Edward Snowden, dass die NSA und ihr britisches Pendant GCHQ im Januar 2009 eine E-Mail-Adresse des israelischen Premierministers Ehud Olmert ausspioniert und den E-Mail-Verkehr zwischen dem damaligen israelischen Verteidigungsminister Ehud Barak und seinem Stabschef Yoni Koren überwacht hatten.
Auch auf israelischer Seite soll es zu Spionage gekommen sein. Im Mai 2014 enthüllte ein Dokument der NSA, das von Snowden beschafft und von dem Journalisten Glenn Greenwald veröffentlicht wurde, dass die CIA besorgt war, dass Israel ein umfangreiches Spionagenetz in den Vereinigten Staaten aufgebaut hätte.

## Wirtschaft
Die Vereinigten Staaten haben umfangreiche Wirtschaftshilfen an Israel seit dessen Gründung geleistet, welche sich bis 2021 auf über 30 Milliarden US-Dollar beliefen Das bilaterale Handelsvolumen betrug 2020 über 20 Milliarden US-Dollar und für Israel sind die USA der wichtigste Handelspartner. Es gibt mehrere regionale amerikanisch-israelische Handelskammern, die israelischen und amerikanischen Unternehmen die Expansion in den jeweils anderen Markt erleichtern. Amerikanische Unternehmen wie IBM, Microsoft und Intel haben in Israel große Forschungs- und Entwicklungszentren eingerichtet. Israel hat mehr an der NASDAQ notierte Unternehmen als jedes andere Land mit Ausnahme der Volksrepublik China und US-amerikanische Risikokapitalgeber sind bedeutende Investoren in die Start-up-Nation Israel.